# Daniela Solera
Daniela Solera Vega (Alajuela, Costa Rica, 21 de julio de 1997) es una futbolista costarricense que juega como guardameta en el Atlas F. C. de la Primera División de México.
Habiendo comenzado su carrera mientras estaba en la escuela en su provincia natal, Solera luego tuvo períodos de gran éxito en la Liga Profesional Femenina de Fútbol de Colombia que facilitaron su traslado a Europa. Con la selección nacional de su país ha competido en varios torneos, entre los que destaca la participación en la Copa Mundial Femenina de Fútbol de 2023.

## Trayectoria

### Inicios
Daniela Solera Vega nació en San Antonio, Alajuela, el 21 de julio de 1997. Sus hermanos mayores la interesaron por primera vez en el fútbol cuando jugaba con ellos en casa. Prefería jugar con niños, pero se le prohibió jugar en el equipo de la escuela por temor a que la lastimaran. Cuando uno de los jugadores enfermó, Solera pidió jugar en su lugar. Aunque no había entrenado con ellos, sí jugó en las vacaciones escolares, por lo que el partido salió bien y ella continuó. Un año después le dieron una prueba para el equipo local Alajuelense; el club le preguntó en qué posición quería probar y ella eligió la de guardameta.

### Profesional
Solera comenzó su carrera en Costa Rica, jugando para Alajuelense en la Primera División Femenina de Costa Rica desde los 12 años hasta los 19. En ese momento, consideró dejarlo debido a la falta de profesionalismo que hacía que el fútbol fuera una carrera inviable, y por tener que viajar mucho en autobús y a pie para llegar a los campos de entrenamiento. Sin embargo, recibió una oferta para unirse al Atlético Huila en Colombia, y jugó allí en 2017-2018. Con Huila se convirtió en la primera jugadora costarricense de cualquier género en ganar un título de Copa Libertadores, con la Copa Libertadores Femenina 2018. También quedaron segundos en la Liga Colombiana de Fútbol Femenino.
Luego de su exitosa temporada en Huila, Solera recibió ofertas de Europa y pasó a jugar en el KuPS Kuopio en Finlandia en 2019. Sorprendida de haber podido dar este paso tan joven, tomó la experiencia como una forma de entrenamiento. Estaba entonces a punto de fichar por un equipo de Bélgica cuando Diego Perdomo, extécnico del Huila, le pidió que regresara a Colombia para jugar en su nuevo equipo, Independiente Santa Fe. No atraída por el trato que le ofrecieron en Bélgica y prefiriendo estar más cerca de Costa Rica, aceptó. En 2021 fue nombrada mejor guardameta de la liga colombiana de la temporada anterior.
Su éxito en Colombia fue seguido nuevamente por un traslado a Europa, donde jugó para el CD Santa Teresa en la Segunda Federación española en la temporada 2021-22, y dijo que estaba orgullosa de poder jugar allí.
Luego regresó a Costa Rica para jugar en el equipo femenino del Sporting FC; su fichaje fue considerado un gran golpe para el Sporting. Perdieron ante el exclub de Solera el Alajuelense, el equipo dominante en Costa Rica, en la final del Clausura 2022 por un solo gol en el global después de propinarle al Alajuelense su primera derrota en un partido de campeonato. Un mes después, en enero de 2023, el Sporting venció al Alajuelense en la final de la Supercopa: decidida en la tanda de penaltis, Solera fue descrita como la heroína del Sporting.

## Selección nacional
Solera jugó para Costa Rica en la Copa de Oro Femenina de la Concacaf de 2018, y ganó la plata con el equipo en los Juegos Centroamericanos y del Caribe de 2018. Formó parte del equipo que quedó cuarto en el Campeonato Femenino de la Concacaf de 2022 para verlos clasificarse para la Copa Mundial Femenina de Fútbol de 2023.
Habiendo sido vital en la clasificación, Solera hizo su debut mundialista con Costa Rica en el torneo de 2023 en Australia y Nueva Zelanda. Jugaron su primer partido en el cumpleaños número 26 de Solera y, aunque perdieron 0-3 ante España, un comentarista de ITV Sport aún señaló que Solera «tendría un espectáculo de salvadas» después del partido, que incluía salvar un penalti a Jennifer Hermoso. Solera tuvo la mayor cantidad de toques que cualquier jugador costarricense, ya que España, altamente clasificada, realizó 46 tiros (12 a puerta) en el partido; los tres goles se marcaron en un período de seis minutos, siendo el primero un gol en propia meta de un defensor costarricense tras un centro que Solera había rechazado.

#### Participaciones en Copas del Mundo
| Mundial           | Sede                    | Resultado      | Partidos | Goles |
| ----------------- | ----------------------- | -------------- | -------- | ----- |
| Copa Mundial 2023 | Australia Nueva Zelanda | Fase de grupos | 3        | -8    |

## Clubes
| Club                        | País       | Año       |
| --------------------------- | ---------- | --------- |
| L. D. Alajuelense           | Costa Rica | 2016      |
| Atlético Huila              | Colombia   | 2017-2018 |
| KuPS Kuopio                 | Finlandia  | 2019      |
| Independiente Santa Fe      | Colombia   | 2020      |
| Santa Teresa Club Deportivo | España     | 2021-2022 |
| Sporting F. C.              | Costa Rica | 2022-2023 |
| Atlas F. C.                 | México     | 2023-2025 |

## Palmarés

### Títulos nacionales
| Título                       | Equipo                 | País       | Año  |
| ---------------------------- | ---------------------- | ---------- | ---- |
| Primera División de Colombia | Atlético Huila         | Colombia   | 2018 |
| Primera División de Colombia | Independiente Santa Fe | Colombia   | 2020 |
| Supercopa de Costa Rica      | Sporting F. C.         | Costa Rica | 2022 |

### Títulos internacionales
| Título            | Equipo         | Sede     | Año  |
| ----------------- | -------------- | -------- | ---- |
| Copa Libertadores | Atlético Huila | Colombia | 2018 |

### Distinciones individuales
| Distinción                                                        | Año  |
| ----------------------------------------------------------------- | ---- |
| Mejor portera del año de la Primera División de Colombia 2020     | 2021 |
| Incluida en el Once ideal de la Primera División de Colombia 2020 | 2021 |